# Фадеев, Валерий Иванович
Валерий Иванович Фадеев — вожатый караульных собак войсковой части 56150, Калининградская область, Герой Российской Федерации.

## Биография
Родился 23 февраля 1956 года в посёлке Каширское Гурьевского района Калининградской области.
После срочной службы несколько лет работал в строительной организации Гурьевского района. В 1984 году затем перешел стрелком в военизированную охрану воинской части 56150 Балтийского флота (склад технического имущества тыла ВВС флота) в городе Гурьевске. Вскоре перешел в отделение вожатых караульных собак.

### Подвиг
Вечером 13 марта 1994 года от берега в Куршском заливе ураганным ветром оторвало большую льдину, на которой находилось более ста рыбаков, и стало быстро уносить в глубь залива. Валерий Фадеев, действуя в паре с соседом Сергеем Бариновым, с риском для собственной жизни в штормовых условиях вышел на лёгкой моторной лодке в море. Первую группу из 15 человек сняли в два рейса, когда льдина была ещё в полукилометре от берега. Затем сделали ещё три рейса, последний уже в полной темноте. В общей сложности в течение пяти часов боролись за жизни попавших в беду рыбаков Сергей Баринов и Валерий Фадеев. Только когда льдина оказалось отнесённой слишком далеко в глубь залива, что сделало невозможным вести её поиск с борта маломерного судна, отказались от отчаянных попыток спасти хоть какого-нибудь ещё.
Больше, чем они тогда сумели сделали, сделать было уже нельзя — в невероятно тяжелых условиях штормового моря вызволили из беды и доставили на берег сорок семь человек, в том числе одного ребёнка. В тот день вертолётчики Балтийского флота, рискуя жизнью, подняли из воды двадцать три человека. Ещё двадцать две человеческие жизни спас 66-летний И. Елизаров, за что впоследствии был удостоен ордена Мужества.
Указом Президента Российской Федерации от 11 августа 1995 года (N875) за мужество и героизм, проявленные при спасении людей во время стихийного бедствия в Куршском заливе Балтийского моря Фадееву Валерию Ивановичу присвоено звание Героя Российской Федерации с вручением особого знака отличия — медали «Золотая Звезда».
С 1995 года трудится в МЧС России в Центре государственной инспекции по маломерным судам Калининградской области в посёлке Пионерский. 
В настоящее время живёт в городе Гурьевске. 